# Ella Nicholas
Ella Nicholas (ur. 15 grudnia 1990 w Taurandze) – kajakarka górska z Wysp Cooka, olimpijka z Londynu i Rio de Janeiro.
Jest siostrą Brydena i Jane, również kajakarzy górskich.

## Przebieg kariery
Dwukrotnie startowała w letniej olimpiadzie – na igrzyskach w Londynie startowała w konkurencji K-1 i z czasem 118,29 zajęła 18. pozycję, natomiast na igrzyskach w Rio de Janeiro uzyskała czas 119,69, z którym uplasowała się na 18. pozycji w klasyfikacji końcowej. Na letniej olimpiadzie w Rio de Janeiro pełniła funkcję chorążego reprezentacji Wysp Cooka.
Poza występami w letnich igrzyskach olimpijskich, w 2014 uczestniczyła w mistrzostwach świata rozgrywanych w Deep Creek Lake. Odpadła w fazie eliminacji, zajmując w obu ich kolejkach 45. pozycję oraz uzyskując rezultaty czasowe odpowiednio 136,84 i 156,13. Rok później w tej samej imprezie sportowej również odpadła w fazie eliminacyjnej, zajmując w pierwszej kolejce 51. pozycję z czasem 115,25, w drugiej zaś 23. pozycję z czasem 101,77.